# 罗坊会议
罗坊会议是红一方面军总前委与江西行委的一次联席会议，会议于1930年10月25日至30日在江西新余罗坊镇召开。会议统一了红一方面军和江西党的思想，使红军从理论和实践上摆脱了“左”倾错误，停止了进攻南昌、九江等中心城市的军事冒险行动，并确定了红军的行军方向，制订了“诱敌深入”的战略方针。